# Fundación Focus

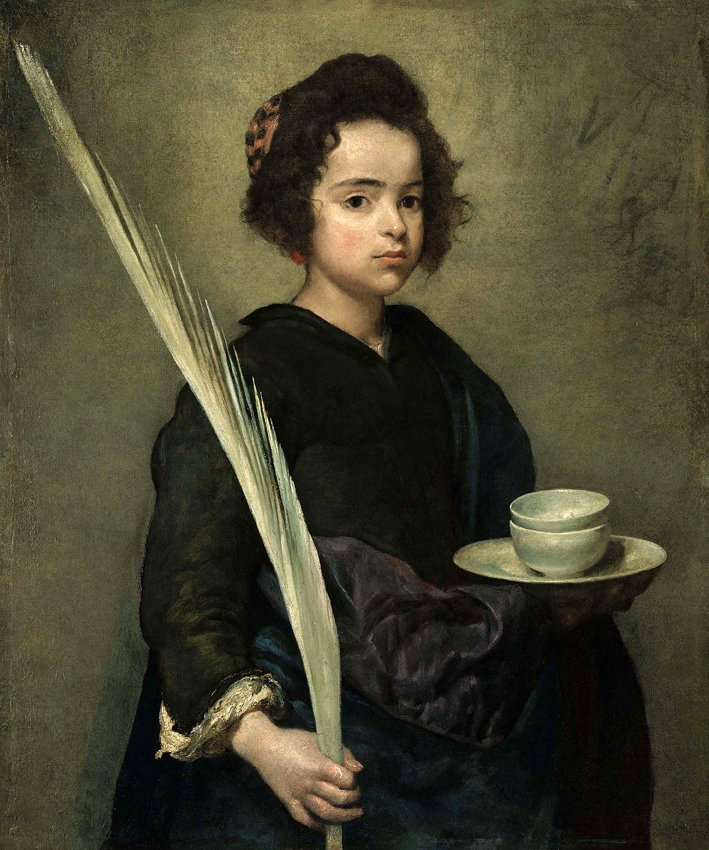
Santa Rufina, lienzo de Velázquez, Centro Velázquez. Fundación Focus. Sevilla.

La Fundación Focus (Fundación Fondo de Cultura de Sevilla), con sede en la ciudad de Sevilla, Andalucía (España), es una entidad de promoción cultural fundada en el año 1982. 

## Historia y descripción
Tiene su sede en el Hospital de los Venerables, edificio histórico del siglo XVI de gran valor artístico, que fue en su momento residencia de sacerdotes ancianos. El edificio, situado en el casco antiguo de la ciudad, en el centro del Barrio de Santa Cruz, ha sido recuperado integralmente, no solo en el aspecto arquitectónico, sino restaurando los objetos artísticos que poseía, entre ellos esculturas, pinturas, tallas y orfebrería. 
Una de las actividades de la Fundación es el Centro de Investigación Diego Velázquez que pretende ser un lugar para investigar la obra del pintor y exponer algunos de sus lienzos. Con tal motivo la Fundación adquirió la Santa Rufina y una Inmaculada atribuidas a Velázquez que se encuentran integradas dentro de la colección pictórica que incluye La imposición de la casulla a san Ildefonso, óleo de Velázquez cedido en depósito por el Ayuntamiento de Sevilla, y obras de Herrera el Viejo, Cavarozzi, Francisco Pacheco, Martínez Montañés, Francisco Varela, Zurbarán y Bartolomé Esteban Murillo.
Además la Fundación organiza otras muchas actividades, como conciertos de música clásica o exposiciones u obras invitadas. Actualmente y hasta el 26 de enero, exhibe una maternidad de Picasso, Madre y Niño, nunca antes expuesta en Sevilla.

## Exposiciones
Una de las actividades más relevantes de la Fundación Focus es la organización y producción de exposiciones temporales, que ha permitido la difusión y el conocimiento a la sociedad, de obras de arte, tanto en pintura, escultura y grabado, como en artes suntuarias.
Muchas de estas muestras, en colaboración con Museos e instituciones, itineraron a otras ciudades. Cabe decir que todas estas exhibiciones se completan con la publicación de Catálogos con estudios rigurosos de investigación, que multiplican el valor pedagógico de esta acción cultural.
- Velázquez. Murillo. Sevilla.[6]
- Nur. La Luz en el arte y la ciencia del mundo islámico.[7]
- Murillo y Justino de Neve. El arte de la Amistad.[8]
- La Pintura Sevillana de los Siglos de Oro.
- La corrida, de Fernando Botero.
- Obras Maestras del Museo de Bellas Artes de Sevilla.
- Un siglo de ilustración española en las páginas de Blanco y Negro.
- Villaseñor.
- El Museo del Prado visto por 12 artistas contemporáneos.
- Dalí en los fondos de la Fundación Gala-Salvador Dalí.
- Manufacturas Reales Españolas.
- Sorolla en Andalucía.
- Antonio López. Proceso de un trabajo.

Desde el 8 de noviembre de 2016 y hasta el 28 de febrero de 2017, con motivo del 25 aniversario de la Fundación Fondo de Cultura de Sevilla (Focus) en el Hospital de los Venerables y la celebración del Año Murillo, la Fundación Focus presentó Velázquez. Murillo. Sevilla, la primera gran exposición que conmemoraba el IV aniversario del nacimiento de Bartolomé Esteban Murillo.
La muestra, comisariada por Gabriele Finaldi, director de la National Gallery, planteaba una mirada innovadora sobre las relaciones de los dos maestros: Diego Velázquez (1599-1660) y Bartolomé Esteban Murillo (1617-1682), dos pintores formados con una generación de diferencia en una Sevilla abierta y culta, donde la pintura gozaba de un gran reconocimiento cívico.